# ياعيل غروبلاس
ياعيل غروبلاس (بالعبرية: יעל גרובגלס‏) هي ممثلة يهودية فرنسية تحمل الجنسية الإسرائيلية بسبب كونها يهودية ولدت في عام 1984، ومثلت في العديد من الأفلام والمسلسلات الإسرائيلية وتعتبر واحدة من أهم الشخصيات الفنية اليهودية.

## وصلات خارجية
- ياعيل غروبلاس على موقع IMDb (الإنجليزية)
- ياعيل غروبلاس على موقع ميتاكريتيك (الإنجليزية)
- ياعيل غروبلاس على موقع روتن توميتوز (الإنجليزية)
- ياعيل غروبلاس على موقع قاعدة بيانات الأفلام العربية
- ياعيل غروبلاس على موقع ألو سيني (الفرنسية)
- ياعيل غروبلاس على موقع تيرنر كلاسيك موفيز (الإنجليزية)
- ياعيل غروبلاس على موقع أول موفي (الإنجليزية)
- ياعيل غروبلاس على موقع قاعدة بيانات الفيلم (الإنجليزية)
- ياعيل غروبلاس على موقع كينوبويسك (الروسية)